# Right Now!
Right Now! ist ein Jazzalbum von Howard Johnson und seiner Band Gravity. Die vom 1. bis 10. Dezember 1996 in den Manhattan Center Studios, New York City, entstandenen Aufnahmen erschienen am 13. Januar 1998 auf Verve Records.

## Hintergrund
Howard Johnsons frühe Karriere beinhaltete die Arbeit mit Gil Evans, Charles Mingus und Dizzy Gillespie; bereits 1968 organisierte er sein erstes Tuba-Jazz-Ensemble in New York. Auf seinem zweiten Album mit seiner Band Gravity arbeitet Howard Johnson mit einem Tuba-Sextett. Hinzu kam der Bluesmusiker Taj Mahal, der 1971 zum ersten Mal mit Johnsons Tuba-Ensemble zusammengearbeitet hatte, bei drei Tracks, darunter einem an Ray Charles erinnernden Don’t Let the Sun Catch You Crying. Johnson spielt außerdem auf der Tin Whistle in Herbie Hancocks Tell Me a Bedtime Story, des Weiteren auf dem Baritonsaxophon. Unterstützt wurde der Tuba-Chor (Bob Stewart, Carl Kleinsteuber, Dave Bargeron, Earl McIntyre und Joe Daley) um Howard Johnson von einer Rhythmusgruppe, bestehend aus dem Pianisten Ray Chew, dem Bassisten James Cammack und dem Schlagzeuger Kenwood Dennard. Howard Johnsons Tochter, Tubistin Nedra Johnson, ist Gastmusikerin auf einem Stück. Der letzte Track der Session, O Raggedy Man, stellt Johnsons Saxophon vor das Tuba-Ensemble mit einem Klang, der dem des World Saxophone Quartet nicht unähnlich sei, notierte Jim Santella.

## Titelliste
- Howard Johnson & Gravity Featuring Taj Mahal: Right Now! (Verve Records 537 801-2, Motor Music 537 801-2)[2]
  1. Right Now (Charles Tolliver) 9:19
  2. It’s Getting Harder to Survive (Ronnie Barron) 9:25
  3. Tell Me a Bedtime Stor (Herbie Hancock) 3:37
  4. Frame for the Blues (Slide Hampton) 5:50
  5. Don’t Let the Sun Catch You Cryin’ (Joe Greene) 5:58
  6. Ma-ma (Caiphus Semanya) 7:35
  7. Svengali’s Summer / Waltz (Gil Evans) 10:27
  8. Fever (Little Willie John) 2:47
  9. O Raggedy Man (Howard Johnson) 5:59

## Rezeption
Richard Ginell verlieh dem Album in AllMusic vier Sterne und schrieb, die Idee eines Tuba-Sextetts möge ein bisschen zu schlicht erscheinen, um den Gesetzen der Schwerkraft zu trotzen, aber Howard Johnsons Ensemble habe auf ihrem zweiten Album einige überraschend schöne Texturen. Obwohl das Spiel auf dem ersten Titeltrack erstaunlich ungeschickt klinge, verschmelzen die Dinge danach schnell. Die Tuba-Harmonien haben seltsamerweise oft eine angenehme Verwandtschaft mit denen von Steve Turres Muschelschalen, und der Schatten von Gil Evans sei überall erkennbar. Das Album sei „eleganter Spaß“, resümiert der Autor.
Nach Ansicht von Jim Santella, der das Album in All About Jazz rezensierte, biete Howard Johnsons Tuba-Jazz-Ensemble Gravity eine angenehme Harmonie für jedes Arrangement, und dennoch würden sie für abwechslungsreiche Aufregung und Ausdruckskraft sorgen. Die Rhythmusgruppe verbinde sich mit dem Tuba-Chor mit Charme; die Tubisten wechseln von ihrer Ensemble-Arbeit zu Außenstrecken der temperamentvollen Solisten. Johnson, Dave Bargeron, Joe Daley, Earl McIntyre, Carl Kleinsteuber und Bob Stewart würden der Session unterschiedliche Tuba-Stimmen verleihen. Da fünf der Tubisten ihre Zeit in den Orchestern von Gil Evans verbracht haben, sei es keine Überraschung, dass sein Einfluss hier spürbar sei, so der Autor. Svengali’s Summer sei eine Überarbeitung von Evans’ Version von Summertime aus dem Porgy-&-Bess-Album von Miles Davis. Darauf wirke Bob Stewarts Solo-Tuba-Stimme ziemlich trompetenartig, während das Ensemble das bekannte Orchesterriff aus Evans’ Originalpartitur wiedergebe. Der zweite Teil des Medleys, Waltz, sei eine von Evans weniger bekannten Kompositionen. Die Begeisterung, der gefühlvolle Ausdruck und die professionelle Herangehensweise an die Rolle der Tuba machten die Sitzung von Gravity für diejenigen willkommen, die den Mainstream-Jazz schätzen, so Santellas Resümée. Das Album sei sehr empfehlenswert.